# François Raymond
François Raymond, né le 1er août 1926 à Mayence et mort le 13 mars 1992 à Fontenay-sous-Bois, est un vernien français.

## Biographie
Il fait des études de philosophie et obtient un diplôme d'études supérieures, avec mention très bien, sur le sujet Littérature et art contemporain.
François Raymond collabore à la plupart des publications majeures sur Jules Verne dans les années 1970/1980, en tant qu'auteur d'ouvrages, rédacteur d'articles parus dans des revues et éditeur scientifique. Il participe en 1974 à l'écriture collective du no 25 des Cahiers de L'Herne consacré à Jules Verne. Il fonde, en 1975, la série Jules Verne dans la collection La Revue des lettres modernes des éditions Lettres modernes Minard. En 1978, il rédige l'article Feux croisés sur Jules Verne : d'un colloque à l'autre dans un dossier de la Revue Europe. Il co-dirige également, avec Marc Soriano et Simone Vierne, un colloque au Centre culturel international de Cerisy-la-Salle ayant pour thème Jules Verne et les sciences humaines (actes publiés en 1979). Il rassemble cinq nouvelles et dix extraits de romans de science fiction écrits par Jules Verne dans un volume du Livre d'or de la science fiction publié en 1986.

## Œuvres
- Voyages au centre de l'horloge : essai sur un texte-genèse, Maître Zacharius, (préface d'Alain Froidefond), Minard, 1988
- Les maîtres du fantastique en littérature  (en collaboration avec Daniel Compère), Paris, Bordas, coll. « Les Compacts » (no 36), 1994, 256 p. (ISBN 2-04-018502-X).
- Le Développement des études sur Jules Verne, avec Daniel Compère, Minard, 1976

### Édition scientifique
- Le livre d'or de la science fiction : Jules Verne, préface de François Raymond, Paris, Presses Pocket, coll. "Science fiction" n°5233, 1986, 288 p.  (ISBN 2-266-01758-6)

#### Édition scientifique de la série Jules Verne, éditions Minard
- François Raymond (Dir.), Jules Verne 1 :  Le Tour du Monde, Minard, coll. « La Revue des lettres modernes », 1976. 208 p  (ISBN 978-2-256-90125-6)
- François Raymond (Dir.), Jules Verne 2 : L'écriture vernienne, Minard, coll. « La Revue des lettres modernes », 1978, 200 p  (ISBN 978-2-256-90136-2)
- François Raymond (Dir.), Jules Verne 3 : Machines et imaginaire, Minard, coll. « La Revue des lettres modernes », 1980, 208 p  (ISBN 978-2-256-90144-7)
- François Raymond (Dir.), Jules Verne 4 : Texte, image, spectacle, Minard, coll. « La Revue des lettres modernes », 1983, 222 p  (ISBN 978-2-256-90163-8)
- François Raymond (Dir.), Jules Verne 5 : Émergences du fantastique, Minard, coll. « La Revue des lettres modernes », 1987, 212 p  (ISBN 978-2-256-90196-6)
- François Raymond et Christian Chelebourg (Dir.), Jules Verne 6 : La Science en question, Minard, coll. « La Revue des lettres modernes », 1992, 230 p  (ISBN 978-2-256-90908-5)
- Patrick Avrane, Christian Chelebourg, Jacques Nassif et François Raymond (Dir), Jules Verne 7 : Voir du feu : contribution à l’étude du regard chez Jules Verne, Minard, coll. « La Revue des lettres modernes », 1994, 180 p  (ISBN 978-2-256-90940-5)